# MTV Unplugged (Café Tacvba)
MTV Unplugged es el primer álbum en vivo de la banda de rock alternativo Café Tacvba, grabado por los estudios MTV Latino en la Ciudad de México el 15 de mayo de 1995.  El álbum se promocionaba los temas de los álbumes, Café Tacvba y Re, lanzados en 1992 y 1994. 
MTV vio a Café Tacvba como uno de los nuevos estandartes del rock latinoamericano, y en medio del éxito continental del cuarteto de Ciudad Satélite, no dudaron en invitarlos a sumarse al ciclo Unplugged de artistas latinos, convirtiéndose en la tercera banda de México después de Caifanes y de El Tri.
Tacvba grabó su primera sesión acústica para MTV el 15 de mayo de 1995 y un mes después se estrenó en el canal de televisión. Bajo la dirección de la niña genio Jeanine Anuel un concierto artístico y privado único.         
Sin embargo, y por alguna razón, el Unplugged no se publicó inmediatamente en el mercado y el álbum quedó guardado bajo siete llaves, hasta su publicación oficial en 2005.  
Entre las razones que puedan explicar esto, están el hecho de que se creía que el álbum no tenía la calidad para salir a la venta y que por esto la disquera de aquel entonces, Warner Music, no llegaba a arreglos. Otros piensan que a lo mejor la disquera estaba esperando un mejor momento comercial. Según comenta el mismo Quique "era muy pronto para sacar un álbum de canciones en vivo". Sin embargo, Rubén reveló en algunas entrevistas que el disco "no se sacó en ese momento por una falta de acuerdo entre MTV y la disquera". Pero a pesar de no haber sido puesto a la venta, sí fue transmitido infinidad de veces por el canal MTV Latinoamérica, concierto que cosechó solo elogios y que posteriormente fue exhibido por algunos otros canales. Esto último permitió que la sesión televisada cayera en manos de la piratería. 
La edición pirata del concierto -y que solo se podía encontrar en México- tenía desperfectos como la mala calidad del sonido, así como el hecho de que allí no se incluyera el tema Una Mañana (original de Clare Fischer y en la versión de José José), que ellos registraron para la sesión acústica (y que tampoco fue exhibido en el programa de televisión). Y al siguiente año también quedaría fuera del Avalancha De Éxitos, pero incluido en la placa Un Tributo a José José, donde participaron varios artistas. 
Hasta el día de hoy, el desenchufado de Café Tacvba de 1995, en plena etapa del Re, es considerado un material de culto por sus seguidores, lo que fue alentado aún más por el hecho de que el registro se mantuviese guardado por tanto tiempo. 
Al igual que Un Viaje este álbum fue lanzado en varias versiones incluyendo un DVD donde venía el extra de entrevistas a los invitados y otros involucrados en aquel evento.

## Lista de canciones
El álbum se editó con 12 temas en el orden original del evento:
| N.º | Título                                          | Duración |  |
| 1.  | «El Aparato»                                    |          |  |
| 2.  | «La Ingrata»                                    |          |  |
| 3.  | «El Metro»                                      |          |  |
| 4.  | «Esa Noche» (con Gustavo Santaolalla)           |          |  |
| 5.  | «María»                                         |          |  |
| 6.  | «El Ciclón»                                     |          |  |
| 7.  | «Bar Tacuba»                                    |          |  |
| 8.  | «El Baile y El Salón» (con Gustavo Santaolalla) |          |  |
| 9.  | «Las Flores/La Huazanga» (con Alejandro Flores) |          |  |
| 10. | «El Puñal y El Corazón»                         |          |  |
| 11. | «Una Mañana»                                    |          |  |
| 12. | «La Chica Banda»                                |          |  |

- Datos: Q5988385